# Wereldkampioenschappen triatlon 2009
Het ITU wereldkampioenschap triatlon 2009 was een serie van acht triatlonwedstrijden over de olympische afstand waarbij door een puntensysteem de uiteindelijke wereldkampioen werd bepaald.
De Internationale Triatlonunie stapte in 2009 af van een eendagswedstrijd om de wereldtitel op de olympische afstand. Zo wilde de ITU de populariteit van de sport opkrikken en de atleten de kans geven om over een langere periode uit te komen in wedstrijden waar de beste triatleten aan deelnemen.

## Opzet
Om de te mogen deelnemen moeten atleten door hun nationale federatie worden geselecteerd op basis van hun ranking. Deze ranking
is gebaseerd op het aantal punten dat een atleet verzameld in vijf wedstrijden tijdens het seizoen. De tussentijdse rankings worden opgemaakt aan de hand van het volgende systeem:
| Na WK-wedstrijd nummer # | Aantal meetellende wedstrijden | Max. aantal meetellende wereldbekers | Grand Final |
| ------------------------ | ------------------------------ | ------------------------------------ | ----------- |
| 1                        | 1                              | -                                    | -           |
| 2                        | 2                              | 1                                    | -           |
| 3                        | 3                              | 1                                    | -           |
| 4–7                      | 4                              | 2                                    | -           |
| 8                        | 5                              | 2                                    | 1           |

Atleten zijn niet verplicht om aan alle wedstrijden deel te nemen, maar ze moeten wel minimaal in twee wedstrijden van de
World Championships Series punten gescoord hebben om in aanmerking te komen voor een top-20 ranking in de eindstand.
Elke nationale federatie mag maximaal zes atleten afvaardigen per wedstrijd en dit met uitzondering van het organiserende land dat acht atleten
aan de start van de wedstrijd mag brengen. In totaal mogen 65 mannen en 65 vrouwen deelnemen aan de eerste zeven elitewedstrijden,
bij de seizoensfinale zijn er dit 75.

### Puntentabel
Bij wereldbekerwedstrijden kan de top-30 punten verdienen, bij de WK-wedstrijden zijn er punten voor de top-40 en bij de Grand Final krijgt de top-50 punten.
| #   | Grand Final | WK-wedstrijden | Wereldbekers |
| --- | ----------- | -------------- | ------------ |
| 1   | 1200        | 800            | 300          |
| 2   | 1110        | 740            | 278          |
| 3   | 1027        | 685            | 257          |
| 4   | 950         | 633            | 237          |
| 5   | 879         | 586            | 220          |
| 6   | 813         | 542            | 203          |
| 7   | 752         | 501            | 188          |
| 8   | 695         | 464            | 174          |
| 9   | 643         | 429            | 161          |
| 10  | 595         | 397            | 149          |
| ... |             |                |              |
| 30  | 125         | 83             | 31           |
| ... |             |                |              |
| 40  | 57          | 38             | -            |
| ... |             |                |              |
| 50  | 26          | -              | -            |

## Kalender WK-serie
| #                              | Plaats          | Land                | Datum      | Datum      |
| #                              | Plaats          | Land                | Mannen     | Vrouwen    |
| ------------------------------ | --------------- | ------------------- | ---------- | ---------- |
| 1                              | Tongyeong       | Zuid-Korea          | 03/05/2009 | 02/05/2009 |
| 2                              | Madrid          | Spanje              | 31/05/2009 | 31/05/2009 |
| 3                              | Washington D.C. | Verenigde Staten    | 21/06/2009 | 21/06/2009 |
| 4                              | Kitzbühel       | Oostenrijk          | 11/06/2009 | 12/06/2009 |
| 5                              | Hamburg         | Duitsland           | 26/06/2009 | 25/06/2009 |
| 6                              | Londen          | Verenigd Koninkrijk | 16/08/2009 | 15/08/2009 |
| 7                              | Yokohama        | Japan               | 23/08/2009 | 22/08/2009 |
| World Championship Grand Final |                 |                     |            |            |
| 8                              | Gold Coast      | Australië           | 12/09/2009 | 13/09/2009 |

## Resultaten

### Tongyeong
| #      | Naam             | Land | Tijd    |
| ------ | ---------------- | ---- | ------- |
| Goud   | Bevan Docherty   | NZL  | 1:50.25 |
| Zilver | Brad Kahlefeldt  | AUS  | 1:50.25 |
| Brons  | Dmitri Poljanski | RUS  | 1:50.29 |
| 4      | Kris Gemmell     | NZL  | 1:50.39 |
| 5      | Steffen Justus   | GER  | 1:50.42 |

| #      | Naam              | Land | Tijd    |
| ------ | ----------------- | ---- | ------- |
| Goud   | Emma Snowsill     | AUS  | 2:02.42 |
| Zilver | Emma Moffatt      | AUS  | 2:02.51 |
| Brons  | Juri Ide          | JPN  | 2:03.31 |
| 4      | Kathy Tremblay    | CAN  | 2:03.32 |
| 5      | Kirsten Sweetland | CAN  | 2:03.40 |

### Madrid
| #      | Naam              | Land | Tijd    |
| ------ | ----------------- | ---- | ------- |
| Goud   | Alistair Brownlee | GBR  | 1:51.26 |
| Zilver | Courtney Atkinson | AUS  | 1:52.14 |
| Brons  | Javier Gómez      | ESP  | 1:52.18 |
| 4      | Maik Petzold      | GER  | 1:52.31 |
| 5      | Ivan Vasiljev     | RUS  | 1:52.39 |

| #      | Naam             | Land | Tijd    |
| ------ | ---------------- | ---- | ------- |
| Goud   | Andrea Hewitt    | NZL  | 2:05.58 |
| Zilver | Lisa Nordén      | SWE  | 2:05.59 |
| Brons  | Jessica Harrison | FRA  | 2:05.59 |
| 4      | Christiane Pilz  | GER  | 2:06.01 |
| 5      | Sarah Haskins    | USA  | 2:06.03 |

### Washington DC
| #      | Naam              | Land | Tijd    |
| ------ | ----------------- | ---- | ------- |
| Goud   | Alistair Brownlee | GBR  | 1:48.58 |
| Zilver | Javier Gómez      | ESP  | 1:49.11 |
| Brons  | Maik Petzold      | GER  | 1:49.24 |
| 4      | Andy Potts        | USA  | 1:49.51 |
| 5      | Hunter Kemper     | USA  | 1:50.24 |

| #      | Naam          | Land | Tijd    |
| ------ | ------------- | ---- | ------- |
| Goud   | Emma Moffatt  | AUS  | 1:59.55 |
| Zilver | Emma Snowsill | AUS  | 2:00.20 |
| Brons  | Daniela Ryf   | SUI  | 2:01.01 |
| 4      | Sarah Haskins | USA  | 2:01.18 |
| 5      | Helen Jenkins | GBR  | 2:01.27 |

### Kitzbühel
| #      | Naam              | Land | Tijd    |
| ------ | ----------------- | ---- | ------- |
| Goud   | Alistair Brownlee | GBR  | 1:43.13 |
| Zilver | Javier Gómez      | ESP  | 1:43.21 |
| Brons  | Laurent Vidal     | FRA  | 1:43.24 |
| 4      | Maik Petzold      | GER  | 1:43.36 |
| 5      | Daniel Unger      | GER  | 1:43.51 |

| #      | Naam           | Land | Tijd    |
| ------ | -------------- | ---- | ------- |
| Goud   | Emma Moffatt   | AUS  | 1:54.38 |
| Zilver | Nicola Spirig  | SUI  | 1:55.12 |
| Brons  | Andrea Hewitt  | NZL  | 1:55.17 |
| 4      | Kathy Tremblay | CAN  | 1:55.21 |
| 5      | Helen Jenkins  | GBR  | 1:55.27 |

### Hamburg
| #      | Naam                  | Land | Tijd    |
| ------ | --------------------- | ---- | ------- |
| Goud   | Jarrod Schoemaker     | USA  | 1:44.06 |
| Zilver | Brad Kahlefeldt       | AUS  | 1:44.14 |
| Brons  | Aleksandr Broechankov | RUS  | 1:44.16 |
| 4      | Steffen Justus        | GER  | 1:44.21 |
| 5      | Bevan Docherty        | NZL  | 1:44.25 |

| #      | Naam            | Land | Tijd    |
| ------ | --------------- | ---- | ------- |
| Goud   | Emma Moffatt    | AUS  | 1:56.12 |
| Zilver | Lisa Nordén     | SWE  | 1:57.06 |
| Brons  | Daniela Ryf     | SUI  | 1:57.39 |
| 4      | Lauren Groves   | CAN  | 1:57.58 |
| 5      | Bárbara Riveros | CHI  | 1:58.02 |

### Londen
| #      | Naam              | Land | Tijd    |
| ------ | ----------------- | ---- | ------- |
| Goud   | Alistair Brownlee | GBR  | 1:41.50 |
| Zilver | Steffen Justus    | GER  | 1:41.58 |
| Brons  | Kris Gemmell      | NZL  | 1:42.01 |
| 4      | Sebastian Rank    | GER  | 1:42.01 |
| 5      | Laurent Vidal     | FRA  | 1:42.16 |

| #      | Naam          | Land | Tijd    |
| ------ | ------------- | ---- | ------- |
| Goud   | Nicola Spirig | SUI  | 1:54.24 |
| Zilver | Lisa Nordén   | SWE  | 1:54.26 |
| Brons  | Helen Jenkins | GBR  | 1:54.29 |
| 4      | Liz May       | LUX  | 1:54.38 |
| 5      | Anja Dittmer  | GER  | 1:54.55 |

### Yokohama
| #      | Naam           | Land | Tijd    |
| ------ | -------------- | ---- | ------- |
| Goud   | Jan Frodeno    | GER  | 1:44.31 |
| Zilver | Kris Gemmell   | NZL  | 1:44.39 |
| Brons  | Javier Gómez   | ESP  | 1:44.51 |
| 4      | Laurent Vidal  | FRA  | 1:45.04 |
| 5      | Bevan Docherty | NZL  | 1:45.39 |

| #      | Naam            | Land | Tijd    |
| ------ | --------------- | ---- | ------- |
| Goud   | Lisa Nordén     | SWE  | 1:55.55 |
| Zilver | Andrea Hewitt   | NZL  | 1:56.00 |
| Brons  | Juri Ide        | JPN  | 1:56.03 |
| 4      | Liz Blatchford  | GBR  | 1:56.22 |
| 5      | Annabel Luxford | AUS  | 1:56.30 |

### Gold Coast
| #      | Naam              | Land | Tijd    |
| ------ | ----------------- | ---- | ------- |
| Goud   | Alistair Brownlee | GBR  | 1:44.51 |
| Zilver | Javier Gómez      | ESP  | 1:44.57 |
| Brons  | Jan Frodeno       | GER  | 1:45.21 |
| 4      | Maik Petzold      | GER  | 1:45.25 |
| 5      | Courtney Atkinson | AUS  | 1:45.27 |

| #      | Naam            | Land | Tijd    |
| ------ | --------------- | ---- | ------- |
| Goud   | Emma Moffatt    | AUS  | 1:59.14 |
| Zilver | Lisa Nordén     | SWE  | 1:59.19 |
| Brons  | Helen Jenkins   | GBR  | 1:59.41 |
| 4      | Sarah Haskins   | USA  | 1:59.52 |
| 5      | Annabel Luxford | AUS  | 2:00.07 |

## Eindstanden

### Mannen
| Rang | Naam                   | Land | Puntentotaal |
| ---- | ---------------------- | ---- | ------------ |
|      | Alistair Brownlee      | GBR  | 4400         |
|      | Javier Gómez           | ESP  | 3959         |
|      | Maik Petzold           | GER  | 3442         |
| 4    | Jan Frodeno            | GER  | 3162         |
| 5    | Steffen Justus         | GER  | 3139         |
| 6    | Laurent Vidal          | FRA  | 3048         |
| 7    | Courtney Atkinson      | AUS  | 2980         |
| 8    | Kris Gemmell           | NZL  | 2903         |
| 9    | Dmitri Poljanski       | RUS  | 2858         |
| 10   | Jarrod Shoemaker       | USA  | 2783         |
| 11   | Aleksandr Broechankov  | RUS  | 2600         |
| 12   | Brad Kahlefeldt        | AUS  | 2367         |
| 13   | Bevan Docherty         | NZL  | 2212         |
| 14   | William Clarke         | GBR  | 2029         |
| 15   | Yulian Malyshev        | RUS  | 1966         |
| 16   | Sven Riederer          | SUI  | 1899         |
| 17   | Simon Whitfield        | CAN  | 1714         |
| 18   | Tim Don                | GBR  | 1617         |
| 19   | Ivan Vasiljev          | RUS  | 1478         |
| 20   | David Hauss            | FRA  | 1446         |
| 21   | Brent McMahon          | CAN  | 1408         |
| 22   | Bruno Pais             | POR  | 1254         |
| 23   | Sebastian Rank         | GER  | 1103         |
| 24   | Daniel Unger           | GER  | 1103         |
| 25   | Dan Wilson             | AUS  | 1051         |
| 26   | Christian Prochnow     | GER  | 992          |
| 27   | James Seear            | AUS  | 948          |
| 28   | Danylo Sapunov         | UKR  | 938          |
| 29   | Ryosuke Yamamoto       | JPN  | 888          |
| 30   | Tony Moulai            | FRA  | 858          |
| 31   | Hirokatsu Tayama       | JPN  | 857          |
| 32   | Clark Ellice           | NZL  | 834          |
| 33   | Vladimir Turbayevskiy  | RUS  | 829          |
| 34   | Paul Tichelaar         | CAN  | 822          |
| 35   | Gareth Halverson       | AUS  | 809          |
| 36   | Jonathan Zipf          | GER  | 764          |
| 37   | Claude Eksteen         | RSA  | 764          |
| 38   | Ivan Tutukin           | RUS  | 699          |
| 39   | Peter Croes            | BEL  | 694          |
| 40   | Leonardo Chacón        | CRC  | 689          |
| 41   | Kyle Jones             | CAN  | 686          |
| 42   | Frédéric Belaubre      | FRA  | 672          |
| 43   | Gavin Noble            | IRL  | 672          |
| 44   | Andy Potts             | USA  | 633          |
| 45   | Yuichi Hosoda          | JPN  | 616          |
| 46   | Mark Fretta            | USA  | 588          |
| 47   | Hunter Kemper          | USA  | 586          |
| 48   | Oliver Freeman         | GBR  | 569          |
| 49   | Cédric Fleureton       | FRA  | 493          |
| 50   | Denis Vasiljev         | RUS  | 472          |
| 51   | Matt Chrabot           | USA  | 471          |
| 52   | Yohann Vincent         | FRA  | 463          |
| 53   | Jonathan Brownlee      | GBR  | 428          |
| 54   | Jan van Berkel         | SUI  | 394          |
| 55   | Ákos Vanek             | HUN  | 388          |
| 56   | Ramon Ejeda Medina     | ESP  | 338          |
| 57   | Kevin Collington       | USA  | 334          |
| 58   | Stuart Hayes           | GBR  | 304          |
| 59   | Duarte Silva Marques   | POR  | 296          |
| 60   | Nils Frommhold         | GER  | 294          |
| 61   | Brendan Sexton         | AUS  | 279          |
| 62   | Josh McHugh            | AUS  | 261          |
| 63   | Emilio D'Aquino        | ITA  | 256          |
| 64   | Joshua Amberger        | AUS  | 255          |
| 65   | Kuniaki Takahama       | JPN  | 248          |
| 66   | Michael Raelert        | GER  | 246          |
| 67   | Grégory Rouault        | USA  | 237          |
| 68   | Adam Carlton           | AUS  | 233          |
| 69   | David McNamee          | GBR  | 230          |
| 69   | Peter Robertson        | AUS  | 230          |
| 71   | Martin van Barneveld   | NZL  | 225          |
| 72   | Matthew Reed           | USA  | 222          |
| 73   | Joe Umphenour          | USA  | 217          |
| 74   | Hendrik De Villiers    | RSA  | 204          |
| 75   | Andreas Giglmayr       | AUT  | 203          |
| 76   | Volodymyr Polikarpenko | UKR  | 203          |
| 77   | Hiroki Sugimoto        | JPN  | 201          |
| 78   | Reinaldo Colucci       | BRA  | 197          |
| 79   | Lukas Salvisberg       | SUI  | 190          |
| 80   | Franz Loeschke         | GER  | 188          |
| 80   | Andreas Raelert        | GER  | 188          |
| 82   | Junichi Yamamoto       | JPN  | 182          |
| 83   | Sander Berk            | NED  | 181          |
| 84   | Aurélien Raphael       | FRA  | 176          |
| 85   | Balázs Pocsai          | HUN  | 174          |
| 86   | Filip Ospalý           | CZE  | 168          |
| 87   | James Elvery           | NZL  | 163          |
| 88   | Artem Parienko         | RUS  | 161          |
| 89   | Graham O'Grady         | NZL  | 159          |
| 90   | Andrea Salvisberg      | SUI  | 156          |
| 91   | Ruedi Wild             | SUI  | 154          |
| 92   | Reto Hug               | SUI  | 144          |
| 94   | José Miguel Pérez      | ESP  | 126          |
| 95   | Juraci Moreira         | BRA  | 124          |
| 96   | Alberto Casadei        | ITA  | 118          |
| 96   | Shane Reed             | NZL  | 118          |
| 98   | Jan Celustka           | CZE  | 115          |
| 99   | Alessandro Fabian      | ITA  | 114          |
| 100  | Drew Box               | AUS  | 110          |
| 101  | Callum Millward        | NZL  | 110          |
| 102  | Matthias Zoell         | GER  | 109          |
| 103  | Erhard Wolfaardt       | RSA  | 107          |
| 104  | Ran Alterman           | ISR  | 105          |
| 105  | Heo Min-ho             | KOR  | 104          |
| 106  | Csaba Kuttor           | HUN  | 101          |
| 107  | Samuel Betten          | AUS  | 101          |
| 107  | Oleksiy Syutkin        | UKR  | 101          |
| 109  | Steven Sexton          | USA  | 97           |
| 110  | Alberto Alessandroni   | ITA  | 93           |
| 111  | Ben Collins            | USA  | 86           |
| 112  | Ryan Sissons           | NZL  | 83           |
| 113  | Daniel Lee Chi Wo      | HKG  | 80           |
| 114  | Brian Fleischmann      | USA  | 78           |
| 115  | Andrea D'Aquino        | ITA  | 77           |
| 115  | Olivier Marceau        | SUI  | 77           |
| 117  | Joshua Maeder          | AUS  | 74           |
| 118  | Luc van Es             | NED  | 63           |
| 120  | Piotr Grzegorzek       | POL  | 48           |
| 121  | Franz Hofer            | AUT  | 45           |
| 122  | Vincent Luis           | FRA  | 43           |
| 123  | Stijn Goris            | BEL  | 41           |
| 124  | Arturo Garza           | MEX  | 39           |
| 125  | Dominik Berger         | AUT  | 38           |
| 126  | Péter Bajai            | HUN  | 37           |
| 127  | Greg Bennett           | USA  | 34           |
| 128  | Javier Cuevas          | DOM  | 31           |
| 128  | Daniel Rodríguez       | ESP  | 31           |

### Vrouwen
| Rang | Naam                    | Land | Puntentotaal |
| ---- | ----------------------- | ---- | ------------ |
|      | Emma Moffatt            | AUS  | 4340         |
|      | Lisa Nordén             | SWE  | 4130         |
|      | Andrea Hewitt           | NZL  | 3462         |
| 4    | Daniela Ryf             | SUI  | 3187         |
| 5    | Helen Jenkins           | GBR  | 3173         |
| 6    | Sarah Haskins           | USA  | 3139         |
| 7    | Juri Ide                | JPN  | 2477         |
| 8    | Magali Di Marco Messmer | SUI  | 2422         |
| 9    | Jessica Harrison        | FRA  | 2365         |
| 10   | Annabel Luxford         | AUS  | 2191         |
| 11   | Anja Dittmer            | GER  | 2130         |
| 12   | Lauren Groves           | CAN  | 2118         |
| 13   | Kathy Tremblay          | CAN  | 2066         |
| 14   | Ricarda Lisk            | GER  | 1998         |
| 15   | Nicola Spirig           | SUI  | 1937         |
| 16   | Liz Blatchford          | GBR  | 1922         |
| 17   | Sarah True              | USA  | 1839         |
| 18   | Debbie Tanner           | NZL  | 1838         |
| 19   | Emma Snowsill           | AUS  | 1818         |
| 20   | Kate McIlroy            | NZL  | 1698         |
| 21   | Kiyomi Niwata           | JPN  | 1629         |
| 22   | Liz May                 | LUX  | 1497         |
| 23   | Vendula Frintová        | CZE  | 1445         |
| 24   | Kirsten Sweetland       | CAN  | 1349         |
| 25   | Barbara Riveros         | CHI  | 1313         |
| 26   | Ainhoa Murua            | ESP  | 1193         |
| 27   | Nicky Samuels           | NZL  | 1170         |
| 28   | Melanie Hauss           | SUI  | 1124         |
| 29   | Samantha Warriner       | NZL  | 1111         |
| 30   | Irina Abysova           | RUS  | 1075         |
| 31   | Mariko Adachi           | JPN  | 1050         |
| 32   | Yuliya Yelistratova     | UKR  | 1007         |
| 33   | Ai Ueda                 | JPN  | 956          |
| 34   | Mary Beth Ellis         | USA  | 955          |
| 35   | Jodie Swallow           | GBR  | 921          |
| 36   | Kathrin Muller          | GER  | 888          |
| 37   | Christiane Pilz         | GER  | 855          |
| 38   | Kate Allen              | AUT  | 809          |
| 39   | Maria Czesnik           | POL  | 778          |
| 40   | Svenja Bazlen           | GER  | 766          |
| 41   | Zita Szabó              | HUN  | 712          |
| 42   | Kerry Lang              | GBR  | 707          |
| 43   | Laura Bennett           | USA  | 678          |
| 44   | Tomoko Sakimoto         | JPN  | 663          |
| 45   | Felicity Sheedy-Ryan    | AUS  | 613          |
| 46   | Hollie Avil             | GBR  | 588          |
| 47   | Misato Takagi           | JPN  | 570          |
| 48   | Carole Peon             | FRA  | 542          |
| 49   | Paula Findlay           | CAN  | 517          |
| 50   | Kate Roberts            | RSA  | 511          |
| 51   | Maria Pujol             | ESP  | 504          |
| 52   | Akane Tsuchihashi       | JPN  | 502          |
| 53   | Marina Damlaimcourt     | ESP  | 481          |
| 54   | Lisa Mensink            | CAN  | 428          |
| 55   | Jillian Petersen        | USA  | 387          |
| 56   | Keiko Tanaka            | JPN  | 369          |
| 57   | Jodie Stimpson          | GBR  | 367          |
| 58   | Zurine Rodriguez        | ESP  | 356          |
| 59   | Chie Nakashima          | JPN  | 334          |
| 60   | Helle Frederiksen       | DEN  | 329          |
| 61   | Jenna Parker            | USA  | 313          |
| 62   | Zsófia Tóth             | HUN  | 291          |
| 63   | Olga Dmitrieva          | RUS  | 287          |
| 64   | Birgit Cals-Berk        | NED  | 279          |
| 65   | Aileen Reid             | IRL  | 279          |
| 66   | Emma Davis              | IRL  | 269          |
| 67   | Emmie Charayron         | FRA  | 269          |
| 68   | Vicky van der Merwe     | RSA  | 243          |
| 69   | Rebeccah Wassner        | USA  | 239          |
| 70   | Erin Densham            | AUS  | 237          |
| 71   | Felicity Abram          | AUS  | 220          |
| 72   | Anina Stampfli          | SUI  | 213          |
| 73   | Sarah Fladung           | GER  | 191          |
| 74   | Lena Brunkhorst         | GER  | 188          |
| 75   | Irina Kirchler          | AUT  | 178          |
| 76   | Vicky Holland           | GBR  | 174          |
| 77   | Szandra Szalay          | HUN  | 155          |
| 78   | Anja Knapp              | GER  | 149          |
| 79   | Hideko Kikuchi          | JPN  | 144          |
| 80   | Tina Herklotz           | GER  | 138          |
| 81   | Line Jensen             | DEN  | 134          |
| 82   | Becky Lavelle           | USA  | 127          |
| 83   | Kerry Spearing          | IRL  | 109          |
| 84   | Alena Stawczynski       | GER  | 105          |
| 85   | Rebecca Spence          | NZL  | 100          |
| 86   | Amanda Stevens          | USA  | 99           |
| 87   | Inna Tsyganok           | RUS  | 93           |
| 88   | Rebecca Robisch         | GER  | 86           |
| 89   | Sarah Crowley           | AUS  | 80           |
| 90   | Hayley Peirsol          | USA  | 77           |
| 91   | Vanessa Raw             | GBR  | 74           |
| 92   | Ana Burgos              | ESP  | 71           |
| 92   | Hong Dan-bi             | KOR  | 71           |
| 94   | Danne Boterenbrood      | NED  | 63           |
| 95   | Pamella Oliveira        | BRA  | 52           |
| 95   | Olesya Prystayko        | UKR  | 52           |
| 97   | Susan Williams          | USA  | 50           |
| 98   | Lydia Waldmüller        | AUT  | 48           |
| 99   | Pilar Hidalgo           | ESP  | 46           |
| 99   | Jennifer Spieldenner    | USA  | 46           |
| 101  | Sara McLarty            | USA  | 45           |
| 102  | Anastasiya Polyanskaya  | RUS  | 43           |
| 103  | Paulina Kotfica         | POL  | 40           |
| 104  | Charlotte Morel         | FRA  | 37           |
| 105  | Zsófia Kovács           | HUN  | 34           |
| 106  | Kaisa Lehtonen          | FIN  | 31           |